# Алексеевский сельсовет (Асекеевский район)
Алексеевский сельсовет — сельское поселение в Асекеевском районе Оренбургской области Российской Федерации.
Административный центр — село Алексеевка.

## История
9 марта 2005 года в соответствии с законом Оренбургской области № 1893/321-III-ОЗ образовано сельское поселение Алексеевский сельсовет, установлены границы муниципального образования.

## Население
| 2010 | 2012 | 2013 | 2014 | 2015 | 2016 | 2017 |
| ---- | ---- | ---- | ---- | ---- | ---- | ---- |
| 301  | ↘281 | ↘267 | ↘239 | ↘207 | ↘182 | ↘158 |
| 2018 | 2019 | 2020 | 2021 |      |      |      |
| ↘153 | ↘133 | ↘125 | ↘100 |      |      |      |

## Состав сельского поселения
| № | Населённый пункт | Тип населённого пункта       | Население |
| - | ---------------- | ---------------------------- | --------- |
| 1 | 1334 км          | разъезд                      | 0         |
| 2 | Алексеевка       | село, административный центр | 272       |
| 3 | Воскресеновка    | село                         | 29        |